# Scan&Go
Scan&Go a Scan&Shop jsou způsob nákupu, kdy zákazník průběžné skenuje kódy nakupovaných položek v průběhu nákupu. V Česku ho jako první zavedl obchodní řetězec Globus, později ho zavedl i obchodní řetězec Tesco.

## Scan&Go (Globus)
První prodejnou řetězce Globus, kde bylo Shop&Go uvedeno, byla prodejna v Čakovicích, později byl zaveden do provozu i v prodejnách Praha Zličín, Brně, Pardubicích, Ostravě a následně  byl zaveden v Liberci.
Podle společnosti Globus ročně využije nákup se scannerem více než 25 tisíc zákazníků, kteří tato učiní více než 300 tisíc nákupů.
Scan&Go mohou ale využívat pouze zákazníci zaregistrovaní do věrnostního programu Globus Bonus.

## Scan&Shop (Tesco)
Scan&Shop umožňuje místo skeneru použít telefon na kterém musí být nainstalovaná aplikace Scan&Shop. V tomto případě je ale nutné nejprve naskenovat QR kód prodejny. Po ukončení nákupu mobilní telefon vygeneruje čárový kód, který se naskenuje v automatické pokladně.

## Výhody pro obchodníky
Podle Petera Friedela ze Zebra Technologies zákazníci při nákupu se skenerem utratí v obchodech i o 14 % více než při běžném nákupu